# مغز فراری
مغز فراری (به انگلیسی: Runaway Brain) یک انیمیشن یک‌حلقه‌ای آمریکایی محصول سال ۱۹۹۵ میلادی است که توسط استودیو انیمیشن والت دیزنی با حضور شخصیت‌های کارتونی میکی ماوس و مینی ماوس و پلوتو ساخته شده‌است. این اثر نامزد جایزه اسکار بهترین انیمیشن کوتاه شد.